# OCLC
Računarski bibliotečki centar na mreži (engl. Online Computer Library Center), skraćeno OCLC, neprofitna je organizacija koja je računarski bibliotečki servis i istraživačka organizacija čiji je cilj da olakša pristup i pojeftini troškove dobijanja informacija. Osnovan je u junu 1967. na Ohajo Koledžu kao Ohio College Library Center.

## Spoljašnje veze
Mediji vezani za članak  na Vikimedijinoj ostavi